# Hemerocallis darrowiana
Hemerocallis darrowiana là một loài thực vật có hoa trong họ Thích diệp thụ. Loài này được S.Y.Hu miêu tả khoa học đầu tiên năm 1969.